# Фларанське абатство
43°53′23″ пн. ш. 0°22′23″ сх. д. / 43.8897° пн. ш. 0.3731° сх. д.
Флара́нське абатство (фр. Abbaye de Flaran) — колишнє цистерціанське абатство на південному заході Франції. Розташоване на лівому березі річки Баїз за один кілометр на північний захід від міста Валанс-сюр-Баїз (департамент Жер) і за 70 кілометрів на північний захід від Тулузи. Засноване у 1151 році, неодноразово перебудовувалося, ліквідовано під час революції у 1791 році. Одне з найкраще збережених середньовічних абатств південного заходу Франції. В даний час (стан: 2024) в монастирі розташовуються музейні експозиції та проводяться культурні заходи.

## Історія
Фларанське абатство засновано як дочірній монастир цистерціанського абатства Ескаладьє в 1151 році, належить до лінії абатства Морімон. 1162 року права монастиря були підтверджені папою Олександром II. Монастир швидко ріс і невдовзі перетворився на багатого землевласника, власника земель по обидва боки Баїза. У середині XIII століття монастир, спільно з графами д'Арманьяк, заснував на іншому березі річки укріплене місто Валанс-сюр-Баїз. Розквіту монастиря сприяло його місце розташування на одній із гілок шляху Святого Якова (Арль — Тулуза — Олорон) і, таким чином був постійний приплив паломників, які зупинялися у ньому.

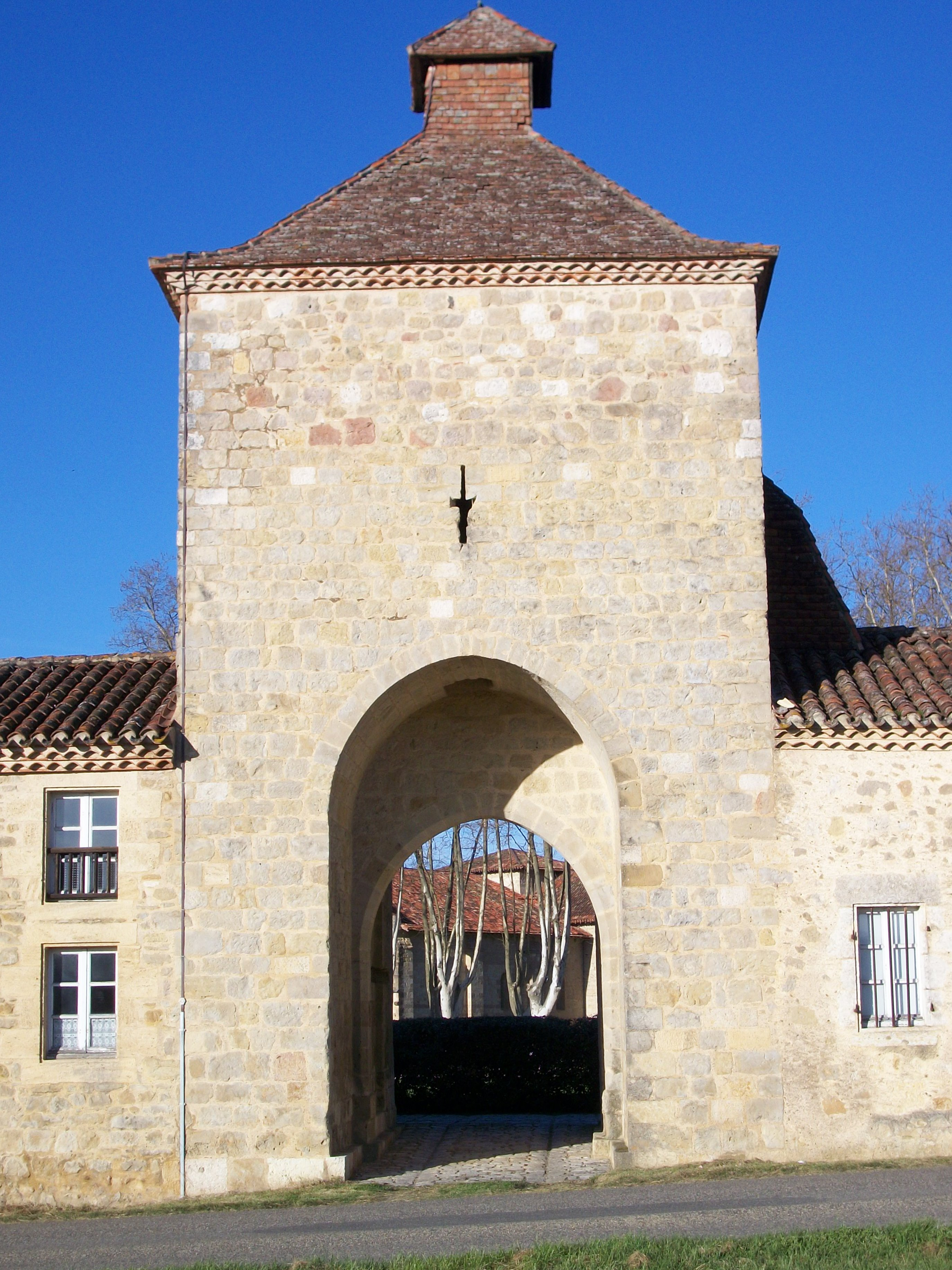
Брама монастиря

Процвітання монастиря закінчилося у XIV столітті. Спочатку він розорився в ході Столітньої війни, а в 1569 був спалений гугенотськими військами графа Габріеля де Монтгомері в ході релігійних воєн у Франції. У 1573 році монастир був знову заселений і поступово відновлювався, проте потрапив під режим коменди і колишнього процвітання досягти вже не вдалося.
До початку Французької революції у Фларані залишалося лише три ченці. Революційний уряд націоналізував Фларан, як і інші монастирі країни і продав його з молотка. Абатство опинилося у приватних руках, а потім було закинуте.
Лише 1972 року весь монастирський комплекс було викуплено державними службами департаменту Жер, після чого було проведено масштабну реставрацію. Абатство перетворили на музейний комплекс, де розташовані дві постійні експозиції, присвячені дорозі святого Якова та історії самого абатства; а також тимчасові виставки. Крім того, у монастирі проводяться різноманітні культурні заходи. З числом відвідувачів у 50 тисяч чоловік на рік, абатство Фларан є найбільш відвідуваним культурним об'єктом департаменту Жер.

## Архітектура
До комплексу абатства входять:

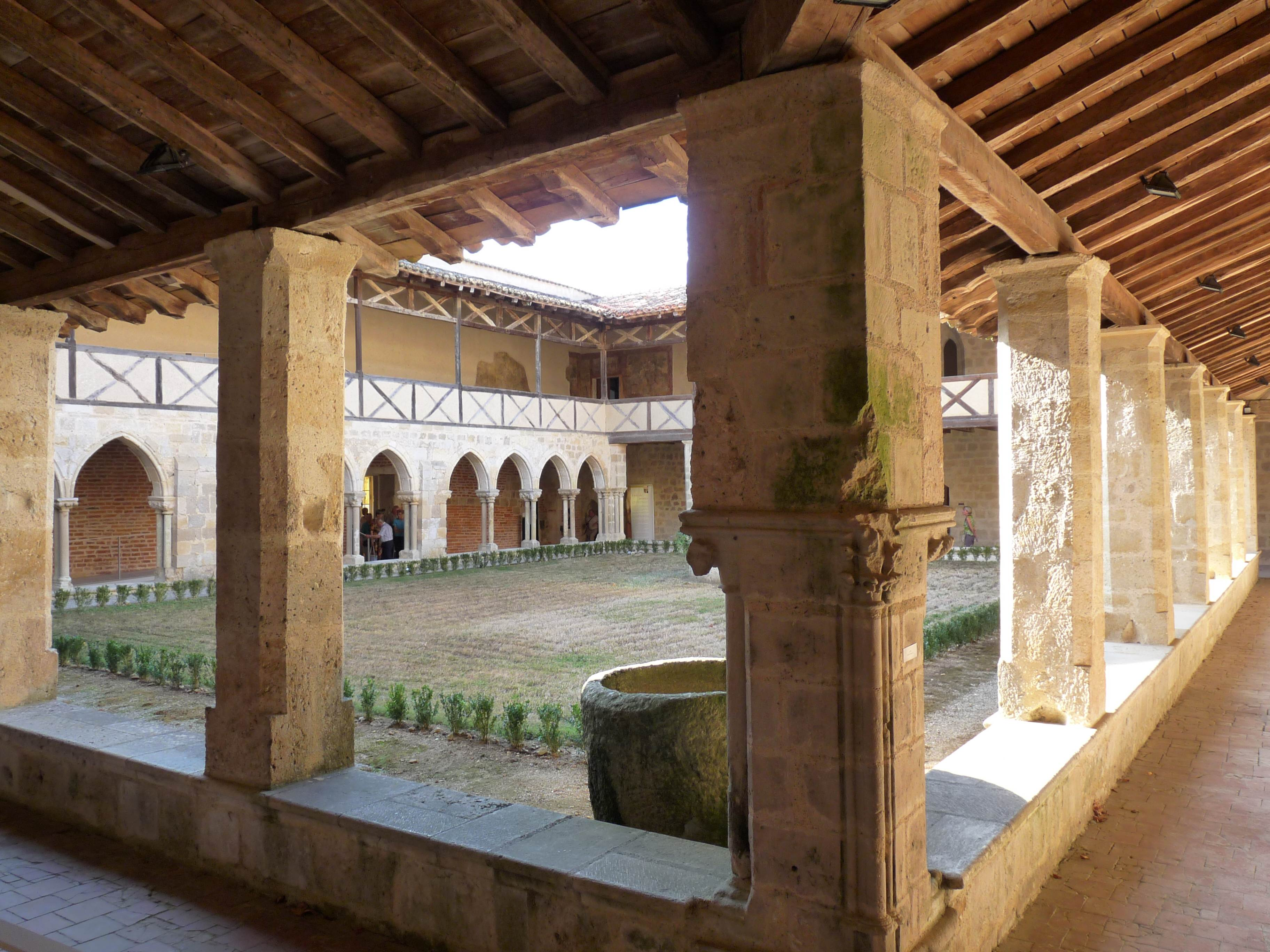
Клуатр

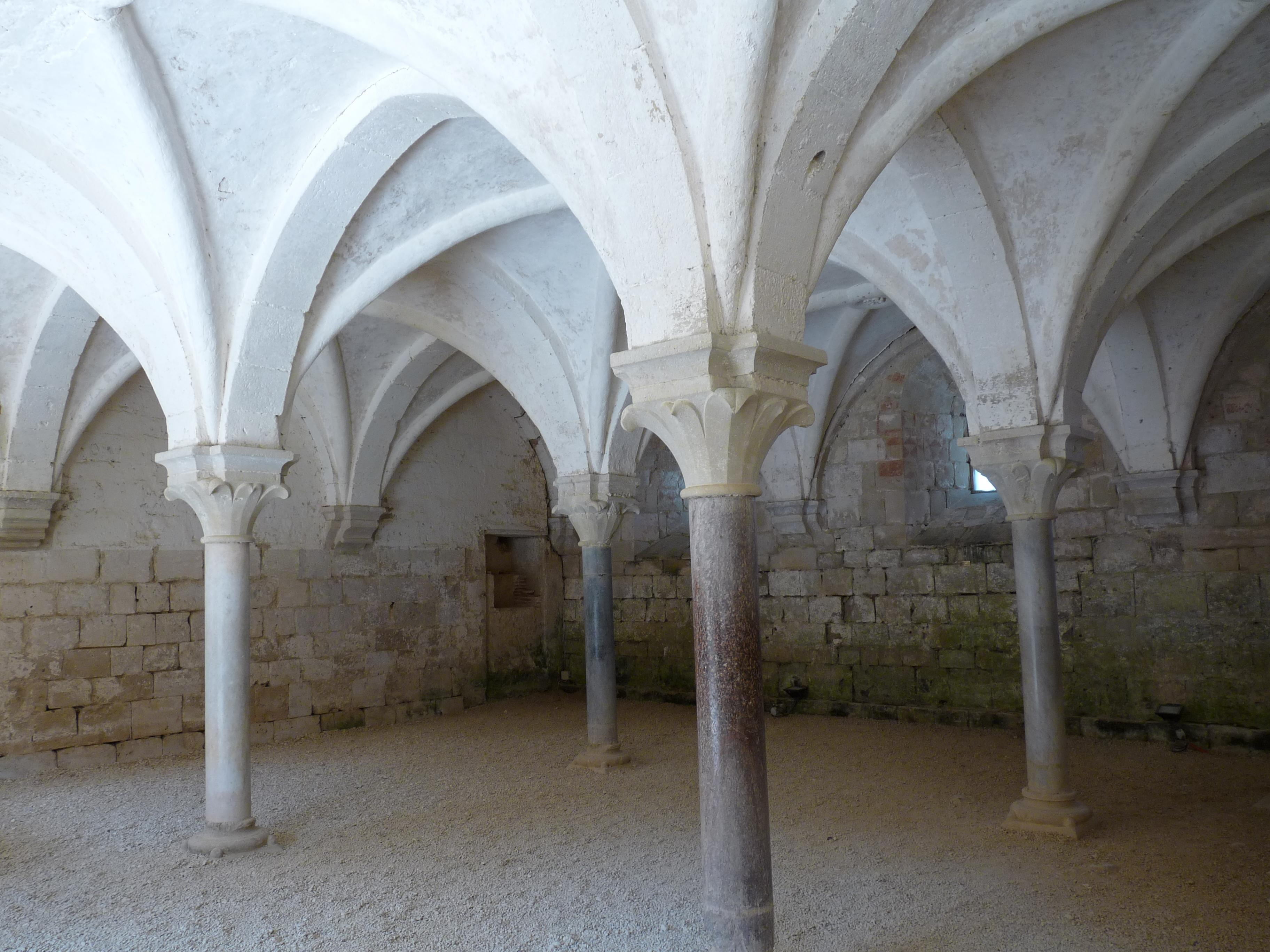
Зала капітулів

- Романська церква. Церкву складають головний неф з трьох трав, обрамлений бічними проходами, трансепт і напівкругла апсида.
- Клуатр з романською галереєю (XIV століття), що добре збереглася.
- Зал капітулів.
- Дорміторій ченців та ложа абата (XVIII століття)
- Монастирський сад.